# Frangepán Katalin (1625–1673)

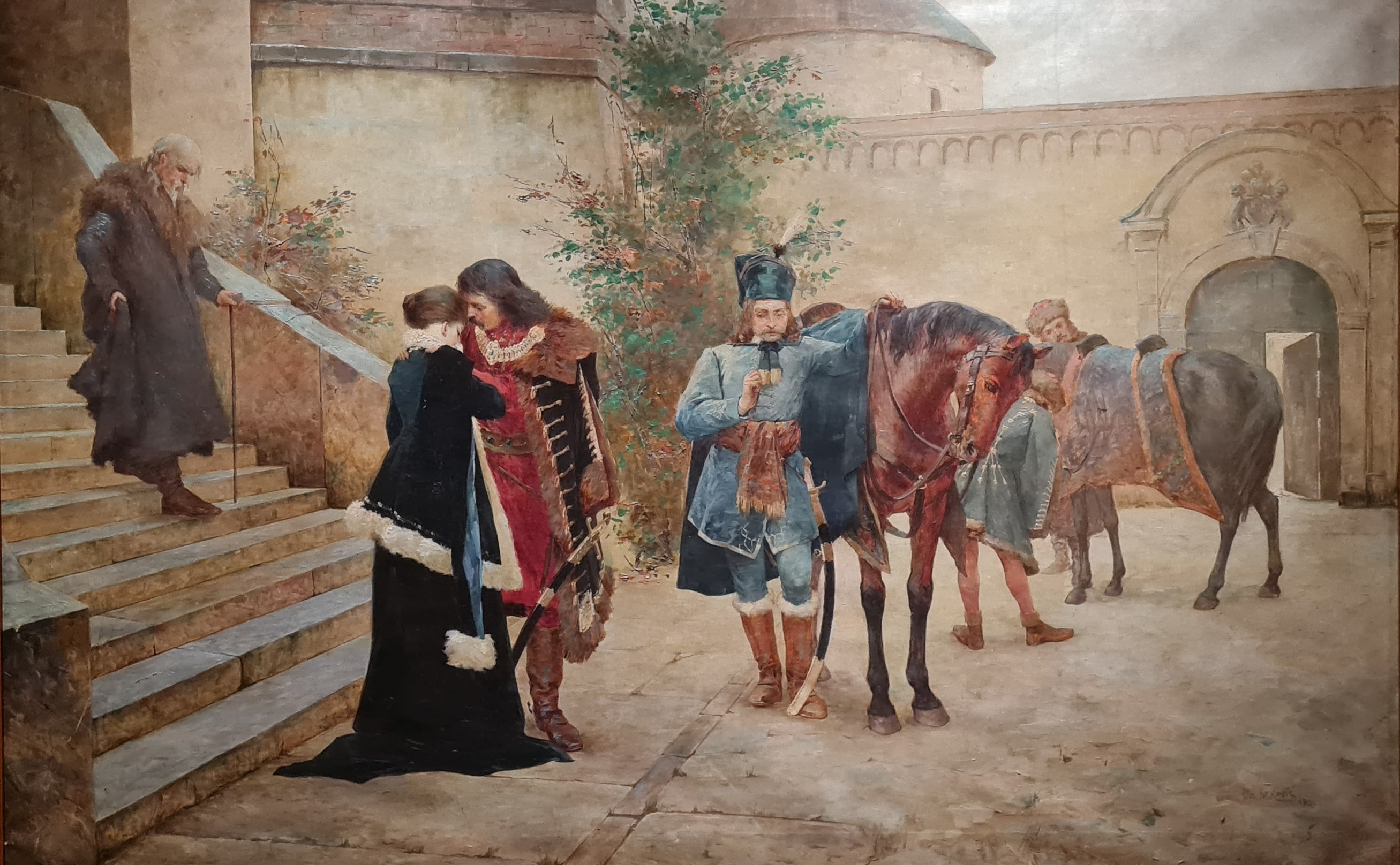
Zrínyi Péter búcsúzik feleségétől, Frangepán Katalintól (Oton Iveković festménye)

Frangepán Anna Katalin (Bosiljevo, 1625 – Graz, 1673. november 16.) Frangepán Ferenc Kristóf nővére, Zrínyi Péter felesége. Zrínyi Ilona anyja. II. Rákóczi Ferenc nagyanyja.

## Élete
Előkelő horvát családból származott. Apja gróf Frangepán Farkas, anyja Ignozer Orsolya. 1641-ben lett Zrínyi Péter felesége. Nem beszélt magyarul, de gondja volt arra, hogy gyermekeinek a magyart is megtaníttassa. Gyűlölte a Habsburgokat, és legidősebb leánya, Ilona számára is ebben a szellemben választott férjet I. Rákóczi Ferenc személyében. 1664-ben sógora, Zrínyi Miklós megbízásából Velencében tárgyalt, 1665-től pedig férje oldalán részt vett a Wesselényi-féle mozgalom szervezésében. Zrínyi Miklós halála után férjével és a báni udvartartással együtt Csáktornyára költözött, ahol együtt kellett laknia sógornőjével, Löbl Mária Zsófiával. A kényszerű együttlakás és a vagyon körüli egyezkedés állandó vitákat eredményezett. A helyzetet csak fokozták a két asszony közötti személyes ellentétek is. Végtére is Zrínyi Péter, akinek az összeesküvés szervezéséhez egyre több pénzre volt szüksége, honvédelmi okokra hivatkozva teljesen magának követelte Csáktornyát, és 1670 márciusában a várból való távozásra szólította fel sógornőjét. Zsófia ekkor gyermekeivel Varasdra költözött át. Az összeesküvést az udvar még ebben a hónapban leleplezte, és március 30-án Paris Spankau vezetésével katonaságot küldött Zrínyi elfogatására. Katalin eredménytelenül igyekezett rábírni férjét, hogy Csáktornyán maradjon. Zrínyi és Katalin öccse, Frangepán Ferenc Kristóf április 13-án Bécsbe indultak, hogy önként megadják magukat, annak reményében, hogy kegyelmet kapnak. Katalin a báni udvarban maradt, és ellenállás nélkül átadta a várat az április 14-én érkező császári csapatoknak. Elszakították gyermekeitől, és a grazi Domonkos-rend kolostorába zárták, ahol férje kivégzésének hírére megőrült. Ott is halt meg, 1673-ban.

## Családja
Zrínyi Péterrel kötött házasságából négy gyermeke született:
- Ilona (1649–1703) I. Rákóczi Ferenc erdélyi fejedelem, majd Thököly Imre fejedelem felesége
- János Antal (1650–1704) a Zrínyi család utolsó egyenes ági férfi tagja
- Judit Petronella (1652–1699) apáca
- Auróra Veronika (1658–1735) apáca

## Emlékezete
Kortársai szerint nála erényesebb és kitűnőbb asszony nem volt. Egy leírás alapján Katalin „… gyenge, kicsiny, arca szép, nagy hatással volt férjére. Nagyratörő, bátor a nőiesség rovására férfias bátorság lakozott benne". Sokat tett anyanyelvének műveléséért. Támogatta a jezsuita Baltazár Milovac imakönyvének (Kettős lelki kincs) 1661-es bécsi kiadását, horvát nyelvű imakönyve a vallásos költészet, 1985-ben előkerült verses naplója a horvát világi költészet fontos alkotása.